# Nguyễn Thị Thiết
Nguyễn Thị Thiết (* 27. října 1984) je vietnamská vzpěračka, dvojnásobná účastnice olympijských her. V roce 2004 na hrách v Aténách obsadila 6. a v roce 2008 na hrách v Pekingu 4. místo, v obou případech ve váhové kategorii do 63 kg.